# Jamne (Ukraina)
Jamne – nieistniejąca wieś na Ukrainie, w obwodzie czernihowskim, w rejonie nowogrodzkim.
Została zlikwidowana w 2012 roku z powodu całkowitego wyludnienia.